# Херман II фон Рюденберг
Херман II фон Рюденберг (на немски: Hermann II von Rüdenberg; на латински: Hermannus de Ruthenberg burchgravius de Stromberg; † сл. 4 юли 1246) от благородническата фамилия „Рюденберг“, е господар на замък Рюденбург при Арнсберг и бургграф на Щромберг във Вестфалия.

## Биография
Родът „Рюденберг“ се смята за най-знатен и богат във Вестфалия. Той е син на граф Конрад фон Рюденберг, бургграф на Щромберг († 1190), и съпругата му Гизела фон Щромберг († 1185), която е сестра на Титмар фон Щромберг († сл. 1206), епископ на Минден (1185 – 1206), дъщеря на Херман фон Щромберг († сл. 1167) и бургграфиня Гизела фон Щромберг. Внук е на Херман II фон Верл, граф на Рюденберг († сл. 1144) и Вилтруд (* ок. 1082).
Брат е на Хайнрих I фон Рюденберг, бургграф на Шромберг († сл. 1205), Суетер фон Рюденберг († сл. 1188) и на Конрад I фон Рюденберг († сл. 1236), епископ на Минден (1209 – 1236).
Херман II и брат му Хайнрих I разделят помежду си наследствената собственост. Хайнрих получава донесените собствености от майка му и така замъка Щромберг. Херман получава собствеността на Рюденбергите и резиденцията Рюденбург при Арнсберг. Той носи известно време титлата „бургграф фон Щромберг“, но е рядко там.
Херман II има богати собствености около Арнсберг, голяма част от които му са дадени от архиепископите на Кьолн. Херман често е споменаван в документите като свидетел и при сделки на архиепископите на Кьолн.
През 1185 г. заедно с брат си преписва частта си в имота в Румбек на манастир Ведингхаузен. По-късно той преписва и други имоти на манастири. Той служи общо на осем Кьолнски архиепископи.

## Фамилия
Херман II фон Рюденберг има децата:
- Конрад II фон Рюденберг († между 1253 и 1261), наследник, женен I. за жена с неизвестно име, II. на 3 юли 1249 г. за графиня Аделхайд фон Арнсберг-Ритберг († сл. 1250)
- Вернер фон Рюденберг († пр. 1266), пропст на катедралния капител Минден
- Агнес фон Рюденберг († сл. 1233/ сл. 1237), омъжена сл. 1210 г. за граф Готфрид II фон Арнсберг-Ритберг († 1235/1239)
- Аделхайд фон Рюденберг († сл. 1246), абатиса на манастир Херцеброк.